# هنري وارد
هنري وارد (بالإنجليزية: Henry Baldwin Ward)‏ (و. 1897 – 1945 م) هو عالم نبات، وعالم حيواني، من الولايات المتحدة الأمريكية، ولد في تروي، نيويورك، توفي في أوربانا، عن عمر يناهز 48 عاماً.

## التعليم
تعلم في جامعة هارفارد، وكلية ويليامز.

## مناصب وهيئات
أدار جامعة ميشيغان.